# Shefqet Vërlaci
Shefqet Bej Vërlaci, född 1877 i Elbasan i Osmanska Albanien, död 31 juli 1946 i Zürich i Schweiz, var en albansk politiker.
Han var Albaniens premiärminister från den 30 mars 1924 till den 27 maj 1924 och senare under den italienska ockupationen från den 12 april 1939 till den 4 december 1941.